# جامعة كريشنا
جامعة كريشنا تقع في منطقة كريشنا في ولاية أندرا براديش جنوب شرق الهند، تأسست في عام 2008. تأسست الجامعة من قبل ولاية أندرا براديش. تشمل المرافق المختبرات والإنترنت وغرفة القراءة وبيت الضيافة والأنشطة اللامنهجية.
توفر الجامعة جميع دورات الشهادات مثل بكالوريوس العلوم، بكالوريوس التجارة، بكالوريوس الآداب والدورات المهنية مثل بكالوريوس الهندسة في علوم الكمبيوتر والإلكترونيات وهندسة الاتصالات. كما أنها تتكون من دورات ماجستير.

## كلية الهندسة في جامعة كريشنا
تأسست البنية التحتية للكلية في عام 2016 مع المختبرات والفصول الدراسية وجميع وسائل الراحة الأساسية للكلية. ولها أربعة أقسام:
- قسم هندسة علوم الحاسب.
- قسم هندسة الإلكترونيات والاتصالات.
- قسم الهندسة الميكانيكية.
- قسم الهندسة المدنية.

## الأكاديمية
هو المبنى الجامعي الذي تعمل فيه دورات ما بعد التخرج ودورات درجة البكالوريوس، كما أن المكتبة المركزية للجامعة موجودة في هذا المبنى.

## انظر أيضًا

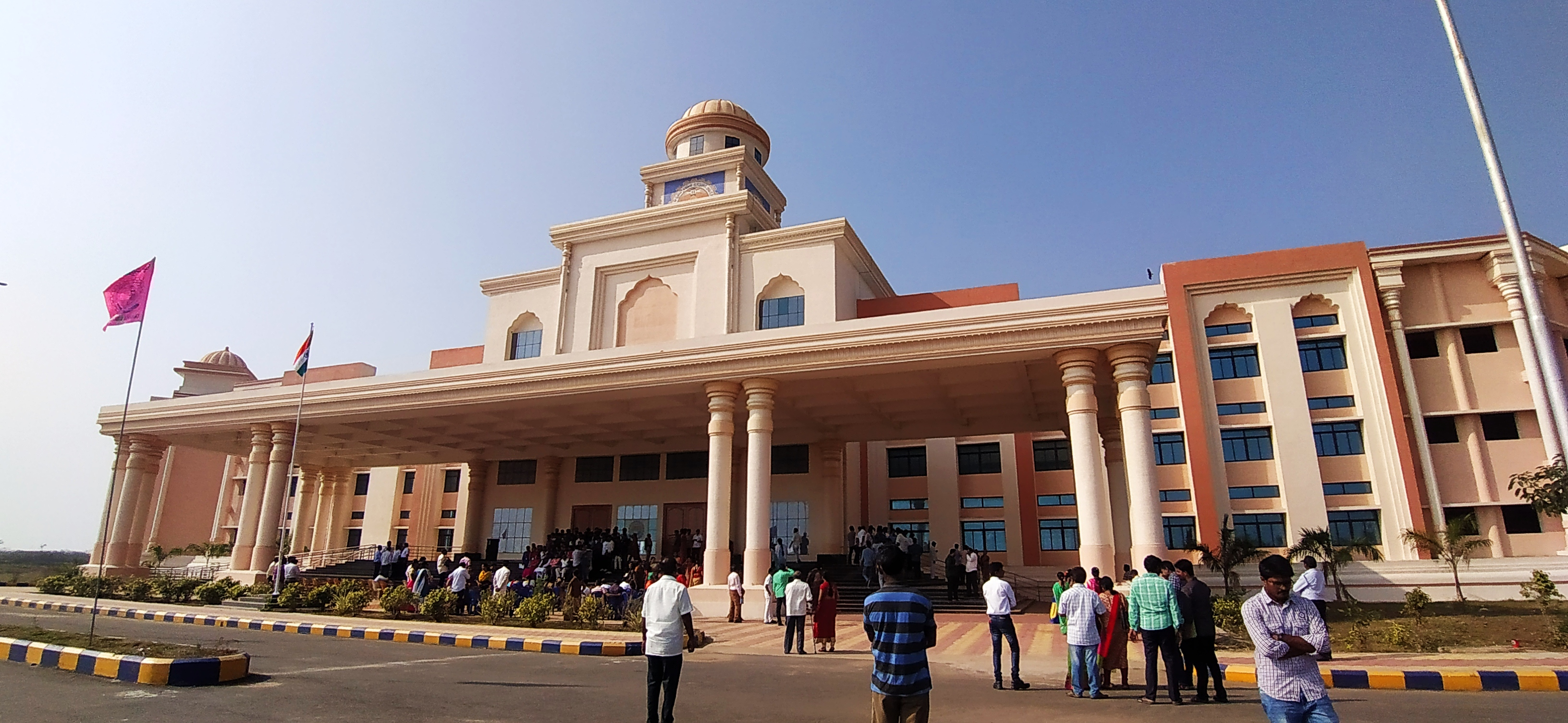
كلية جامعة كريشنا للهندسة والتكنولوجيا

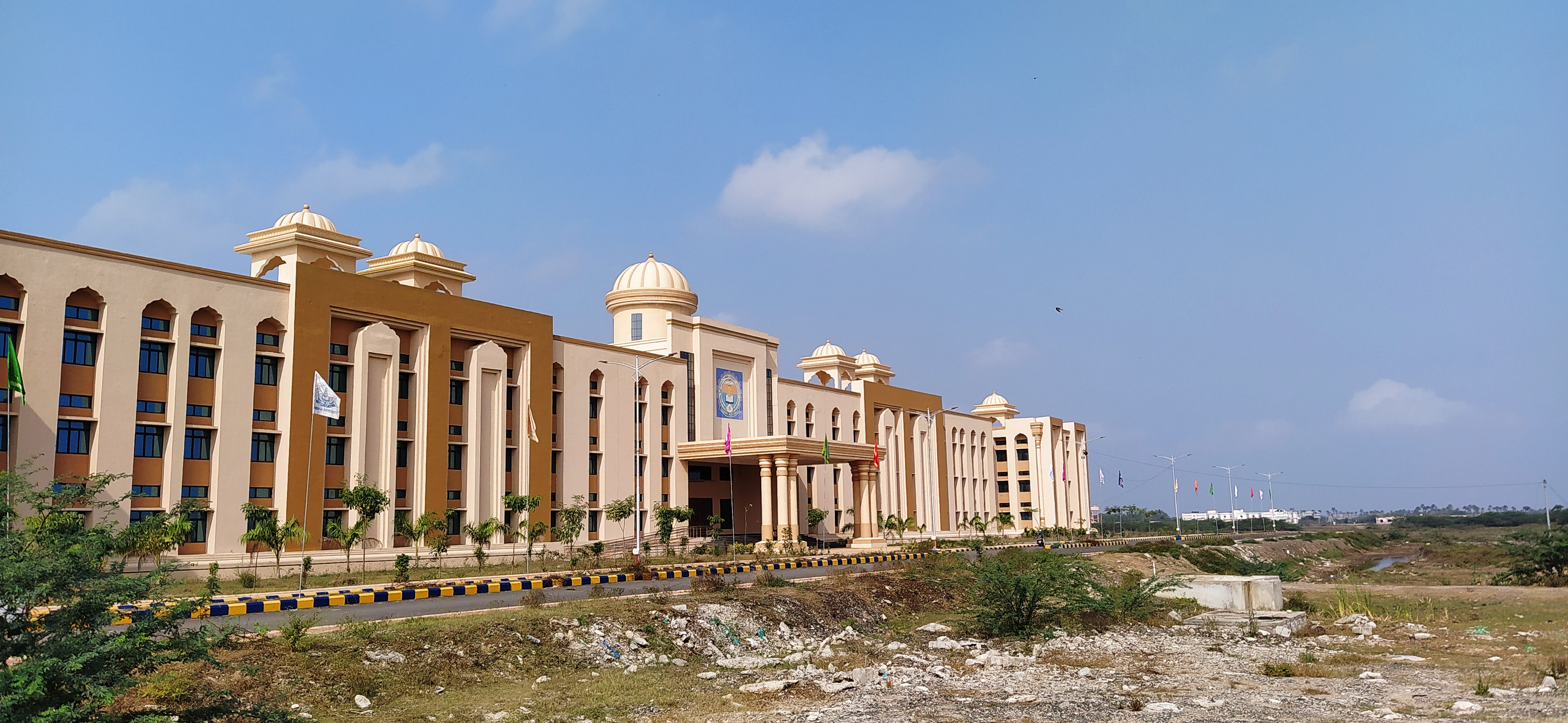
كتلة أكاديمية جامعة كريشنا

## روابط خارجية
- موقع جامعة كريشنا
- نتائج جامعة كريشنا
- جدول جامعة كريشنا